# Monte Escobedo
Monte Escobedo là một đô thị thuộc bang Zacatecas, México. Năm 2005, dân số của đô thị này là 8855 người.